# Shoo-Be-Doo-Be-Doo-Da-Day
Shoo-Be-Doo-Be-Doo-Da-Day ist ein Lied von Stevie Wonder, das von ihm, Henry Cosby und Sylvia Moy geschrieben wurde. Das Stück wurde am 30. April 1968 bei Motown veröffentlicht, war der erste Song aus der Feder Wonders und auch der  erste, bei dem Wonder seine Clavinet-Fähigkeiten präsentierte. Der Titel war die erste Single-Auskopplung aus Wonders Album For Once in My Life, erreichte Platz 9 der amerikanischen Billboard-Charts und Platz 1 der R&B-Charts.
Michael Jackson coverte den Song 1972 für sein Album Ben; Lindsay Planer von Allmusic stufte dessen Version als „Gewinner“ ein. Madonna nahm 1984 eine neue Version für ihr Album Like a Virgin auf.